# Karen Alexander (modelo)
Karen Alexander es una modelo y actriz estadounidense.

## Carrera
Alexander comenzó su carrera en el modelaje a los 16 años, visitando múltiples agencias de modelos en Nueva York. Intentó firmar con Eileen Ford, John Casablancas y Bethann Hardison, pero no fue aceptada. Finalmente la agencia Legends decidió darle un contrato, iniciando de esta forma su carrera como modelo profesional. A partir de entonces logró notoriedad en su país, apareciendo en la portada de importantes publicaciones como Vogue, Harper's Bazaar, Elle, Mademoiselle, Glamour y Marbella. Actualmente Alexander ha firmado con la agencia Trump Model Management.
Aunque tuvo una corta carrera como actriz, se le recuerda especialmente por su papel en la película de acción de 1995 Bad Boys, junto con Martin Lawrence y Will Smith.